# 英領アメリカ

イギリス領アメリカおよびイギリス領西インド諸島
British America and the British West Indies (英語)

英領アメリカの最大領域
英領北アメリカ（赤）とそれ以外のイギリス属領（ピンク）を含む

イングランド領アメリカ（英語: English America）、後にイギリス領アメリカ（英語: British America）は、イングランド王国およびその後身のグレートブリテン王国が1607年から1783年まで維持した、バミューダ諸島を含む北アメリカ、中央アメリカ、カリブ海地域、ガイアナにおける王領植民地。1776年に大西洋沿岸の13植民地が独立を宣言してアメリカ合衆国を建国するまで、北アメリカにおけるイギリス植民地の正式名称は「英領アメリカおよび英領西インド諸島」（英語: British America and the British West Indies）であった。その後、北アメリカ大陸においてイギリス領に残った植民地はイギリス領北アメリカと呼ばれた。「イギリス領北アメリカ」という名前は1783年にはじめて非公式で使われたが、1839年のダラム報告まで使われることは稀であった。
イギリス領アメリカは1763年に七年戦争を終わらせたパリ条約で大きく拡張した。1775年のアメリカ独立戦争勃発時点で、イギリス帝国はヌエバ・エスパーニャ（現アメリカ合衆国西部とメキシコ）の北と東に20か所の植民地を所有していた。1783年のパリ条約により西フロリダと東フロリダがスペインに割譲され、続いて1819年のアダムズ＝オニス条約でアメリカ合衆国に割譲された。西インド諸島以外でイギリス領に残った北アメリカの植民地はニューファンドランド植民地を除いて1867年から1873年までにカナダ自治領に再編され、ニューファンドランドは自治領に再編されたのち1949年にカナダに加入した。

## 歴史
1606年から1670年まで、ジェームズ1世、チャールズ1世、イングランド共和国、チャールズ2世の勅許により、北アメリカの先住民領でいくつかのイギリス植民地が成立した。その最初がバージニア会社によるジェームズタウンの集落であり、会社の投資者は植民地建設への投資で利益を上げようとした。当時、バージニアではすでに約1万4千の先住民が住んでおり、彼らはイギリス人をジェームズタウンからほかの場所へ移住させて、連邦の一員になることを期待していた。そして実際、植民者であったイギリス人とドイツ人の一部はポウハタンに参加した。初期の植民者はインディアンから舞踊、祝宴、たばこによる儀式で歓迎された。

## 1775年時点の北アメリカ植民地一覧
イギリスは1775年時点で北アメリカに植民地を20か所維持していた。
1. アメリカ合衆国の建国時点の13植民地
ニューイングランド植民地群
- マサチューセッツ湾直轄植民地
- ニューハンプシャー植民地
- ロードアイランド植民地 - 1636年に清教徒によりマサチューセッツ湾から追放されたバプテストが宗教の自由を求めて設立した。1663年7月8日にチャールズ2世により勅許された。
- コネチカット植民地

中部植民地群
- ニューヨーク植民地
- ニュージャージー植民地
- ペンシルベニア植民地
- デラウェア植民地

南部植民地群（メリーランドとバージニアの2植民地を合わせてチェサピーク植民地群とも）
- メリーランド植民地
- バージニア植民地
- ノースカロライナ植民地
- サウスカロライナ植民地
- ジョージア植民地

2. 1763年に獲得したが、後にスペイン（フロリダ）とアメリカ（インディアン居留地とケベック南西部）に割譲した植民地と領土。これらは全て後にアメリカ合衆国に併合された。
- 西フロリダ
- 東フロリダ
- インディアン居留地
- ケベック植民地（五大湖の南西）

3. 後にカナダ領となる英領植民地と領土。
- ケベック植民地（五大湖の北東）
- ノバスコシア植民地
- セントジョン島
- ニューファンドランド植民地
- ルパートランド

## 1783年時点の植民地一覧
下記の植民地は1783年以降もイギリス領に残った。
英領北アメリカ
- ケベック植民地（南西部はアメリカ合衆国領となった）
- ニューファンドランド植民地
- ノバスコシア植民地
- ニューブランズウィック植民地
- セントジョン島
- ルパートランド

リーワード諸島植民地
- セントクリストファー島（実質的には植民地の首都）
- アンティグア
- バーブーダ島
- イギリス領ヴァージン諸島
- モントセラト
- ネイビス島
- アンギラ

ジャマイカ島と英領ホンジュラス
- ジャマイカ島
- ホンジュラスにおけるベリーズ植民地
- モスキート海岸
- ベイ諸島
- ケイマン諸島

その他の英領西インド諸島
- バハマ諸島植民地
- バミューダ植民地
- バルバドス諸島
- グレナダ島
- セントビンセント島（1776年、グレナダより分離）
- トバゴ島（1768年、グレナダより分離）
- ドミニカ島（1770年、グレナダより分離）